# Deinner Quiñónez
Deinner Alexander Quiñónez Quiñónez (Magangué, 4 agosto 1995) è un calciatore colombiano, attaccante del Deportivo Pasto.

## Carriera

### Club
Ha esordito il 3 febbraio 2013 con la maglia dell'Universitario Popayán in un match vinto 3-2 contro il Fortaleza FC.

### Nazionale
Nel 2015 con la nazionale Under-20 colombiana ha preso parte al campionato sudamericano, disputando due partite, ed al campionato mondiale, disputando sette partite.

## Statistiche

### Presenze e reti nei club
Statistiche aggiornate al 30 gennaio 2017.
| Stagione        | Squadra               | Campionato      | Campionato | Campionato | Coppe nazionali | Coppe nazionali | Coppe nazionali | Coppe continentali | Coppe continentali | Coppe continentali | Altre coppe | Altre coppe | Altre coppe | Totale | Totale | Totale |
| Stagione        | Squadra               | Comp            | Pres       | Reti       | Comp            | Pres            | Reti            | Comp               | Pres               | Reti               | Comp        | Pres        | Reti        | Pres   | Reti   |        |
| --------------- | --------------------- | --------------- | ---------- | ---------- | --------------- | --------------- | --------------- | ------------------ | ------------------ | ------------------ | ----------- | ----------- | ----------- | ------ | ------ | ------ |
| 2013            | Universitario Popayán | B               | 13         | 1          | CC              | 7               | 3               |                    | -                  | -                  |             | -           | -           | 20     | 4      |        |
| 2013            | Deportes Quindío      | A               | 8          | 0          | CC              | 2               | 0               |                    | -                  | -                  |             | -           | -           | 10     | 0      |        |
| 2014            | Deportes Quindío      | B               | 29+2       | 1          | CC              | 7               | 1               |                    | -                  | -                  |             | -           | -           | 38     | 2      |        |
| 2015            | Deportes Quindío      | B               | 20         | 7          | CC              | 2               | 0               |                    | -                  | -                  |             | -           | -           | 22     | 7      |        |
| 2016            | Deportes Tolima       | A               | 31         | 1          | CC              | 7               | 0               | CS                 | 0                  | 0                  |             | -           | -           | 38     | 1      |        |
| 2017            | Deportes Quindío      | B               | 34         | 3          | CC              | 1               | 0               |                    | -                  | -                  |             | -           | -           | 35     | 3      |        |
| Totale carriera | Totale carriera       | Totale carriera | 137        | 13         |                 | 26              | 4               |                    | 0                  | 0                  |             | -           | -           | 163    | 17     |        |